# Championnat de Slovénie de combiné nordique
Cette page recense les podiums des championnats de Slovénie de combiné nordique depuis la création de cette compétition en 1994.

## Hiver

### Individuel
| Année | Lieu            | Premier            | Deuxième        | Troisième        |
| ----- | --------------- | ------------------ | --------------- | ---------------- |
| 1938  |                 | Gregor Klančnik    |                 |                  |
|       |                 |                    |                 |                  |
| 1994  |                 | Franci Jekovec     |                 |                  |
| 1995  |                 | Franci Jekovec     |                 |                  |
| 1996  |                 | Igor Cuznar        |                 |                  |
| 1997  |                 | Igor Cuznar        |                 |                  |
| 1998  |                 | Roman Perko        |                 |                  |
| 1999  |                 | Gorazd Robnik (de) |                 |                  |
| 2000  |                 | Andrej Jezeršek    |                 |                  |
| 2001  | Planica         | Andrej Jezeršek    | Marko Šimić     | Roman Perko      |
| 2002  | Planica         | Andrej Jezeršek    |                 |                  |
| 2003  | Mislinja        | Dejan Plevnik      | Rok Rozman      | Andrej Jezeršek  |
| 2004  |                 | Dejan Plevnik      |                 |                  |
| 2005  | pas d'édition   | pas d'édition      | pas d'édition   | pas d'édition    |
| 2006  |                 | Rok Rozman         |                 |                  |
| 2007  | Kranj           | Mitja Oranič       | Dejan Plevnik   | Damjan Vtič (de) |
| 2008  |                 | Gašper Berlot      |                 |                  |
| 2009  | Kranj           | Gašper Berlot      | Mitja Oranič    | Marjan Jelenko   |
| 2010  |                 | Marjan Jelenko     | Gašper Berlot   | Matej Drinovec   |
| 2011  | Velenje         | Mitja Oranič       | Marjan Jelenko  | Gašper Berlot    |
| 2012  | épreuve annulée | épreuve annulée    | épreuve annulée | épreuve annulée  |
| 2013  | épreuve annulée | épreuve annulée    | épreuve annulée | épreuve annulée  |
| 2014, | Kranj           | Gašper Berlot      | Matic Plaznik   | Urh Kranjčan     |

### Sprint
| Année | Lieu  | Premier       | Deuxième      | Troisième      |
| ----- | ----- | ------------- | ------------- | -------------- |
| 2007  | Kranj | Gašper Berlot | Matic Plaznik | Marjan Jelenko |

## Été

### Individuel
| Année | Lieu    | Premier        | Deuxième       | Troisième        |
| ----- | ------- | -------------- | -------------- | ---------------- |
| 2002  | Velenje | Marko Šimić    |                |                  |
| 2003  | Velenje | Dejan Plevnik  |                |                  |
| 2005  | Velenje | Anže Obreza    | Dejan Plevnik  | Damjan Vtič (de) |
| 2006  | Velenje | Dejan Plevnik  | Rok Zima       | Žiga Mandl       |
| 2007  | Velenje | Dejan Plevnik  | Robert Hrgota  | Mitja Oranič     |
| 2008  | Kranj   | Gašper Berlot  | Marjan Jelenko | Matic Plaznik    |
| 2009  | Kranj   | Gašper Berlot  | Mitja Oranič   | Matic Plaznik    |
| 2010  | Velenje | Gašper Berlot  | Marjan Jelenko | Matej Drinovec   |
| 2011  | Kranj   | Marjan Jelenko | Jože Kamenik   | Gašper Berlot    |
| 2012  |         | Mitja Oranič   | Jože Kamenik   | Matic Plaznik    |

### Sprint
| Année | Lieu  | Premier        | Deuxième      | Troisième    |
| ----- | ----- | -------------- | ------------- | ------------ |
| 2008  | Kranj | Marjan Jelenko | Gašper Berlot | Mitja Oranič |

### Petit tremplin
| Année | Lieu  | Premier        | Deuxième      | Troisième     |
| ----- | ----- | -------------- | ------------- | ------------- |
| 2013, | Kranj | Marjan Jelenko | Gašper Berlot | Matic Plaznik |

### Grand tremplin
| Année | Lieu     | Premier        | Deuxième      | Troisième    |
| ----- | -------- | -------------- | ------------- | ------------ |
| 2013  | Planica, | Marjan Jelenko | Gašper Berlot | Mitja Oranič |